# Elle Belgique
 (janvier 2019).
Si vous disposez d'ouvrages ou d'articles de référence ou si vous connaissez des sites web de qualité traitant du thème abordé ici, merci de compléter l'article en donnant les références utiles à sa vérifiabilité et en les liant à la section « Notes et références ».

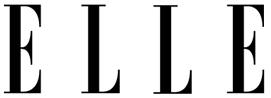
Logo de Elle

Elle Belgique est la 36e édition, sur 46, du magazine français féminin Elle.

## Historique du Elle Belgique / Elle België
L'édition belge magazine français féminin Elle est créée en 2003, par le groupe Édition Ventures.
Le mensuel offre une couverture nationale grâce à deux titres distincts : le ELLE Belgique et le ELLE België. Ces deux mensuels sont produits au sein d’une même rédaction par deux équipes spécifiques avec chacune à sa tête une rédactrice en chef : Béa Ercolini pour l’équipe francophone et Nica Broucke pour l’équipe néerlandophone. Béa Ercolini assure alors la direction de l’ensemble de la rédaction. Le Elle Belgique / België propose un contenu 100 % belge (avec environ 50 % de pages communes) sur les thèmes de la mode, beauté, lifestyle, voyages, food, culture et actualités.
En 2008, le ELLE Belgique / België lance son propre site en deux langues. Le site propose du contenu quotidien traitant d’actualités belges et internationales, d’infos mode et people, de beauté, de lifestyle et d’actualités. Béa Ercolini et Nica Broucke quittent respectivement leurs fonctions en 2015 et 2016.
En janvier 2018, la rédaction du Elle Belgique / België est entièrement réorganisée. Elle se compose désormais de deux rédactrices en chef : Marie Guérin, rédactrice en chef du Elle Belgique/België print, Marie-Noëlle Vekemans, rédactrice en chef du Elle Belgique/België digital.